# Новый Городок (Николаевская область)
Новый Городок (укр. Новий Городок) — село в Веселиновском районе Николаевской области Украины.
Население по переписи 2001 года составляло 258 человек. Почтовый индекс — 57046. Телефонный код — 5163. Занимает площадь 1,13 км².

## Местный совет
57047, Николаевская обл., Веселиновский р-н, с. Варюшино, ул. Рассветная, 12